# بلاتسه
بلاتسه (به صربی: Blace) یک شهرستان در صربستان است که در صربستان جنوبی و شرقی واقع شده‌است. بلاتسه ۳۸۹ متر بالاتر از سطح دریا واقع شده‌است.